# Harald Braun (Diplomat)

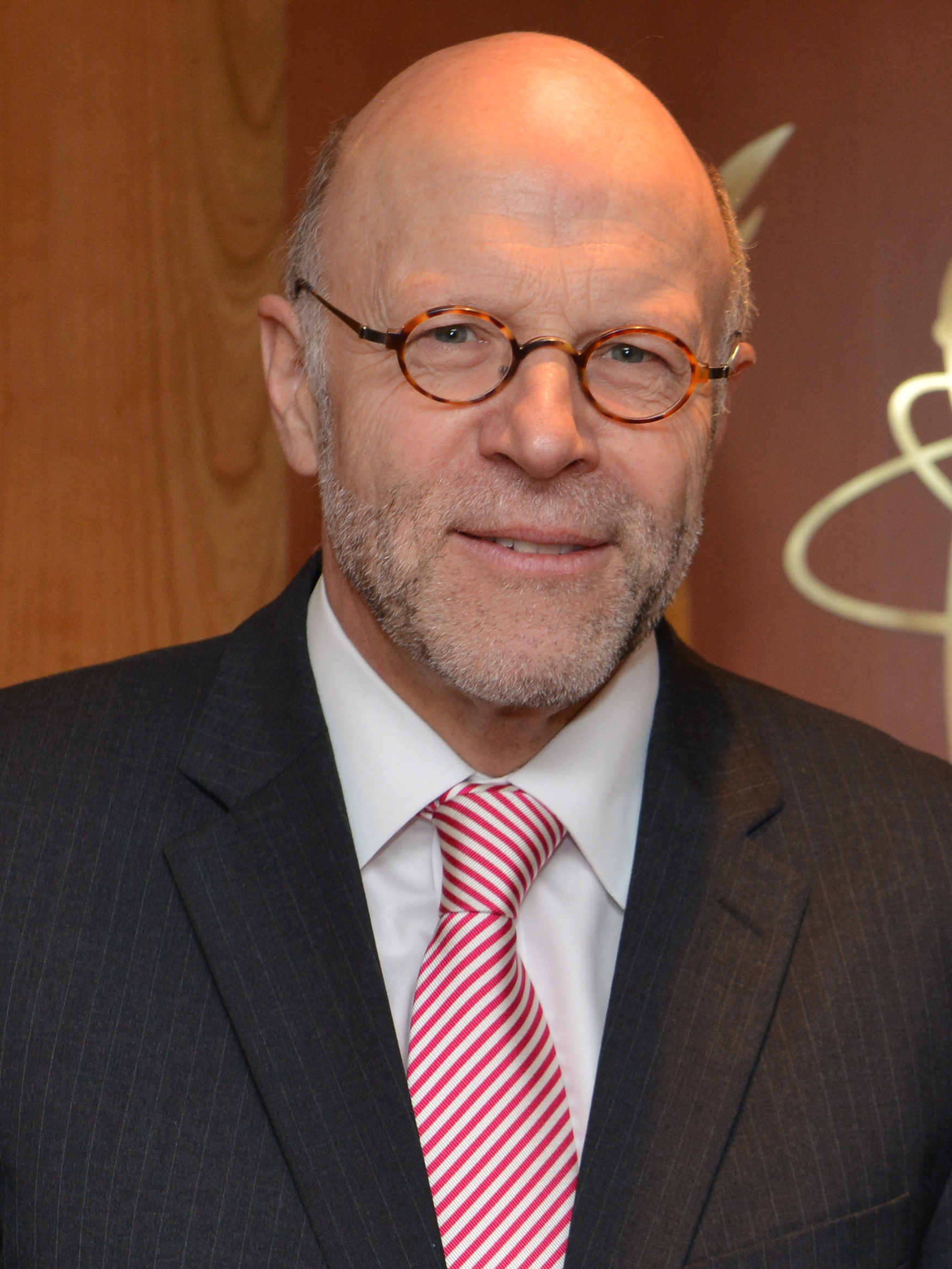
Harald Braun bei einem Besuch in der IAEA, 2014

Harald Braun (* 11. September 1952 in Sindelfingen) ist ein deutscher Diplomat, von 2014 bis 2017 als Botschafter der Ständige Vertreter Deutschlands bei den Vereinten Nationen in New York, 2016/17 zudem Vizepräsident der UN-Generalversammlung. 2011–2014 war er Staatssekretär des Auswärtigen Amts.

## Leben
Nach seinem Abitur 1971 am Goldberg-Gymnasium in Sindelfingen und einer zweijährigen Bundeswehr-Dienstzeit absolvierte Braun ab 1973 eine Kaufmännische Lehre bei IBM Deutschland. Anschließend studierte er ab 1975 Volkswirtschaftslehre, Geschichte und Literaturwissenschaft in Tübingen und New York. 1978 erhielt er von der State University of New York at Stony Brook einen Master in Economics und wurde dort 1980 promoviert.
1981 trat er in den Auswärtigen Dienst ein. Von 1983 bis 1985 war er Wirtschafts- und Kulturreferent an der deutschen Botschaft in Beirut; von 1985 bis 1988 Pressereferent an der deutschen Botschaft in London; von 1988 bis 1991 in der Personalabteilung des Auswärtigen Amtes in Bonn. 1991/92 war er Deutscher Botschafter in Burundi. Ab 1992 war Harald Braun Büroleiter des früheren Außenministers Hans-Dietrich Genscher. Ab 1995 leitete er im Auswärtigen Amt das Parlaments- und Kabinettsreferat. Von 1997 bis 2002 war Braun im Range eines Gesandten Chef der Politischen Abteilung der deutschen Botschaft in Washington. 2002/03 war er als Botschafter z.b.V. internationaler Koordinator des bei der Afghanistan-Konferenz vereinbarten Polizeiaufbaus in Afghanistan und nahm parallel dazu den deutschen Vorsitz in der UN Mine Action Group bei den Vereinten Nationen in New York wahr. Ab 2003 leitete Braun die Gruppe Außen- und Sicherheitspolitik im Bundeskanzleramt.
2005 wechselte er für drei Jahre in die Privatwirtschaft und leitete als Corporate Senior Vice President den Zentralbereich „Konzernpolitik und Außenbeziehungen“ der Siemens AG in München.
Seit März 2008 ist er Honorarprofessor für Globale Studien und Diplomatie an der Stony Brook University.
2008 kehrte er auch in den Staatsdienst zurück als Gesandter und Ständiger Vertreter an der deutschen Botschaft in Paris. 2010/2011 war er als Ministerialdirektor Leiter der Zentralabteilung im Auswärtigen Amt. Im Juli 2011 erfolgte die Berufung zum Staatssekretär des Auswärtigen Amts. Aus dieser Funktion wechselte Braun im Februar 2014 als Botschafter nach New York und übernahm dort bis Juli 2017 die Leitung der Ständigen Vertretung Deutschlands bei den Vereinten Nationen. Ab September 2016 übte er zudem das Amt eines Vize-Präsidenten der 71. Generalversammlung der Vereinten Nationen 2016/2017 aus. Von 2017 bis 2019 war er von der Bundeskanzlerin berufener Kuratoriumsvorsitzender der Bundesstiftung EVZ, die sich der finanziellen und gesellschaftlichen Aufarbeitung der NS-Zwangsarbeit widmet und hierfür von Bundesregierung und deutscher Wirtschaft ursprünglich mit rd. 10 Mrd. DM Stiftungskapital ausgestattet worden war.
Aktuell ist er stv. Aufsichtsratsvorsitzender der Agora Strategy Group AG und Dean des Agora Strategy Instituts.in München. Außerdem Board Member, Otsuka (Japan) NP GmbH, Mitglied im Kuratorium der Roland Berger Stiftung, im Präsidium der Deutschen Gesellschaft für die Vereinten Nationen, Ratsmitglied des European Council on Foreign Relations (London) sowie Mitglied in einer Reihe weiterer berufsständischer und wohltätiger Organisationen.
Harald Braun ist Mitglied des Johanniter-Ordens, Ehrenbürger von Washington, D.C., Grand Officier der französischen Ehrenlegion, Träger des Großkreuzes des italienischen Verdienstordens, des britischen Victoriaordens sowie weiterer internationaler Auszeichnungen.
Er ist verwitwet und hat drei Kinder.

## Eigene Veröffentlichungen
(Auswahl)
- "Diplomacy in Times of Global Change", Globality Studies Journal, no. 13, Stony Brook 2009
- "Herausforderungen der deutschen Außenpolitik im 21. Jahrhundert", Business & Diplomacy, Berlin 2012
- "Die Krise der katholischen Kirche kommt zur Unzeit", Chrismon Nr. 2, Februar 2013
- "Gegen den Strich: Vereinte Nationen", IP – Internationale Politik, Heft Nr. 5/2015
- "Reformen am East River", IP – Internationale Politik, Heft Nr. 2/2016
- „Entre la Spree et l‘East River: l‘Allemagne au sein des Nations unies“ in „L‘Allemagne sur la scène internationale“ S. 77–98, Paris 2017
- „Berlin - New York: A few observations on Germany in the United Nations“, KFG Working Paper Series No. 11, Berlin, Februar 2018